# Wilhelm von Nathusius (officier)
Pour les articles homonymes, voir Wilhelm von Nathusius et Nathusius.
Wilhelm Engelhard von Nathusius, né le 24 mars 1856 et décédé le 10 janvier 1937, est un officier allemand initialement de cavalerie qui change d'arme et devient officier du train. Avant la guerre, il commande les bataillons du train de plusieurs corps d'armée. Au début de la Première Guerre mondiale, il est à la tête du 8e corps d'armée. Il participe aux combats du mois de septembre, puis est remplacé. Après une période de convalescence liée à la contraction de la fièvre typhoïde, Nathusius dirige la logistique de la IIIe armée allemande en 1917 dans les Flandres.

## Biographie

### Début de carrière
Nathusius commence sa carrière militaire dans la cavalerie. Il rejoint ensuite le service du train et devient officier. Il est de plus un excellent tireur et remporte deux fois le premier Prix comme meilleur tireur officier. Il reçoit de l'empereur la première fois un sabre d'honneur et la deuxième fois un trophée en argent.

#### Cavalerie
En 1875, à l'âge de 19 ans, Nathusius intègre le 6e régiment de dragons en tant que cadet. Ce régiment fait partie de la 21e brigade de cavalerie à la 21e division d'infanterie cantonnée dans la région de Francfort-sur-le-Main. En 1880, la division est déplacée à Thionville dans la partie de la Lorraine devenue allemande à la suite de la guerre franco-allemande de 1870. Nathusius est capitaine, de 1883 à 1884 il commande le 1er escadron du 22e régiment de dragons cantonné à Mulhouse. Il est ensuite promu au grade de major.

#### Officier du train
En 1904, Nathusius change d'arme et intègre le train. Avec le rang de major, il devient le commandant du XVIe bataillon du train à Forbach près de Sarrebruck. Un bataillon du train se compose de trois compagnies et doit transporter le matériel de l'armée qui lui est attribuée. Ce bataillon est cantonné dans un site de garnison délabré décrit dans les rapports de l'état des garnisons et forteresses.
Le 1er octobre 1912, Nathusius est breveté colonel. Il commande les unités de train des 8e, 11e et 18e à Coblence. Il dirige le 8e bataillon du train 1. Rheinisches Train-Bataillon stationné à Coblence, le 11e bataillon du train Kurhessisches Train-Bataillon cantonné à Cassel et le 18e bataillon du train Großherzoglich Hessisches Train-Bataillon à Darmstadt.

### Première Guerre mondiale
Lors du déclenchement de la Première Guerre mondiale, Nathusius est à la tête du 8e corps d'armée cantonné à Coblence. Avec son unité, il poursuit les troupes françaises et participe à la bataille de la Marne en combattant à Vitry. Le 5 octobre 1914, le Général der Infanterie Julius Riemann remplace Nathusius à la tête du 8e corps d'armée.
En novembre 1914, Nathusius contracte la fièvre typhoïde. Après un séjour de plusieurs mois à l'hôpital, il est affecté au 6e corps d'armée de réserve affecté en Champagne. En 1917, il intègre la 3e armée allemande dans les Flandres comme komut (commandant des colonnes de munitions et trains). En 1918, Nathusius est promu Generalmajor et prend sa retraite du service actif.

### Procès militaire

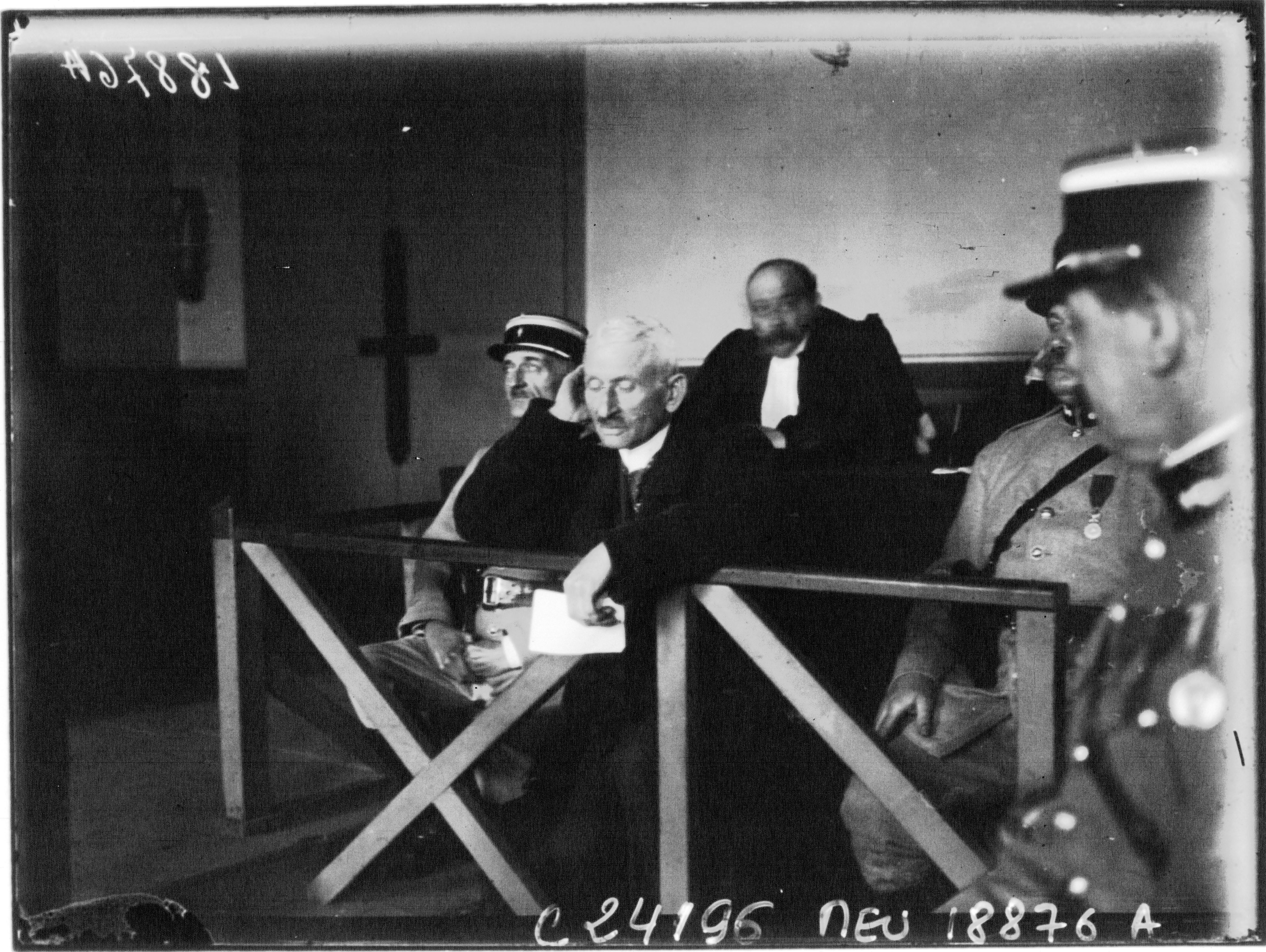
Le Général allemand Von Nothusins en Conseil de Guerre à Lille, 1924.

Le public allemand et international ont appris la tenue d'un procès de Nathusius pour vol commis à Lille lors de la Première Guerre mondiale devant un tribunal militaire en France. La procédure se déroule après la Première Guerre mondiale dans un contexte de nationalisme revanchard. Les milieux démocratiques et chargés de la réconciliation entre l'Allemagne et la France craignent que la condamnation du général à un an d'emprisonnement entraine une poussée de la droite nationaliste aux élections du Reichstag du 7 décembre 1924. Cependant, l'amnistie du président français permet de calmer la pression populaire.

## Famille
Le 14 juillet 1892, Nathusius se marie à l'église Saint-Jean avec une Anglaise, Mary Augusta Braendlin (née le 21 novembre 1869 à Birmingham et morte le 9 juillet 1954 à Cassel), d'origine allemande. Le couple a deux filles, la fille aînée est morte à l'âge de quatre ans, la seconde fille, Doris May est née en 1900, elle se mariera avec le lieutenant-général Oskar Haevernick.